# Kilobyte
Een kilobyte, afgekort kB, is 1000 bytes. Vroeger werd er verschil gemaakt tussen een hoofd- en een kleine letter k:
| k = kilo (103) | 1.000 |
| K = kilo (210) | 1.024 |

In praktijk werkte dit verwarrend en bedoelde men met 1 kB vaak 1024 bytes.
De oude notatie wordt ontraden sinds er een nieuwe standaard is voor binaire voorvoegsels (zie: veelvouden van bytes). Deze standaard wordt echter nog niet veel toegepast.
Let op: het is nog steeds van belang voor de B een hoofdletter te gebruiken: een kleine letter b staat namelijk voor bit en niet voor byte.
1024 B heet nu een kibibyte, afgekort KiB. 1000 kB heet een megabyte, 1024 KiB heet een mebibyte.
Een kilobyte aan informatie komt ongeveer overeen met:
- een halve pagina tekst (din-A4-formaat)
- gecomprimeerde digitale opslag van 0,3 seconde geluid in telefoonkwaliteit
- klein plaatje:

Andere eenheden of benamingen: bit · nibble/tetrade · byte/octet · phit · qubit · qutrit · trit